# Чёрный конгрио

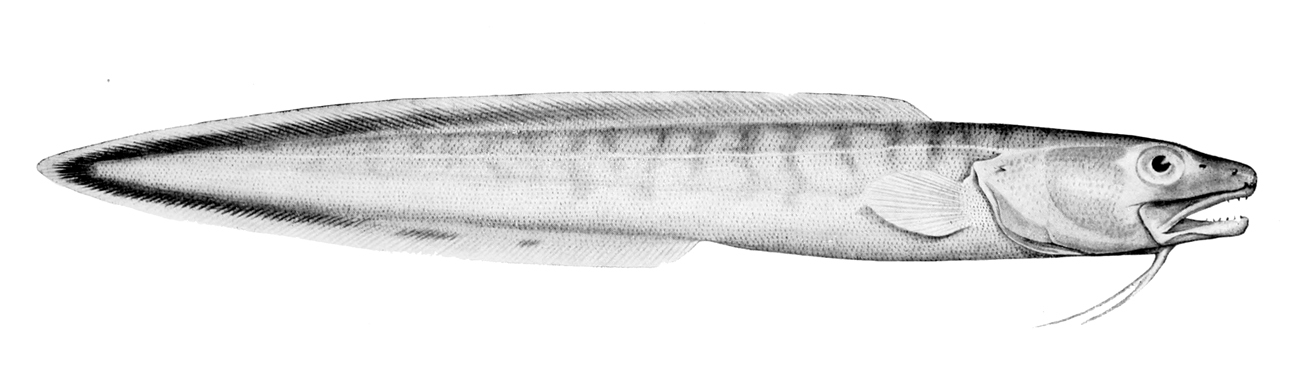

Чёрный конгрио, или американский ошибень (лат. Genypterus blacodes) — крупная рыба семейства ошибневых (Ophidiidae). В Новой Зеландии часто рыбаками зовётся морским угрём, в русском языке из-за розового оттенка мяса и вкуса, схожего с креветкой, её называют креветочной рыбой; промысловое название — «кинг клип».
Пабло Неруда посвятил конгрио стихотворение «Ода рыбной похлёбке из конгрио» (Oda al Caldillo de Congrio).

## Описание
Имеет длинное круглое тело с хвостом как у угря, с гладкой пёстро-розовой кожей, и, как правило, она бледнее и менее пёстрая на животе. Рыба покрыта толстым слоем слизи. Длина составляет от 80 до 200 см, вес 20 кг (обычно около 50-90 см и 0,6-4,5 кг), продолжительность жизни до 30 лет.

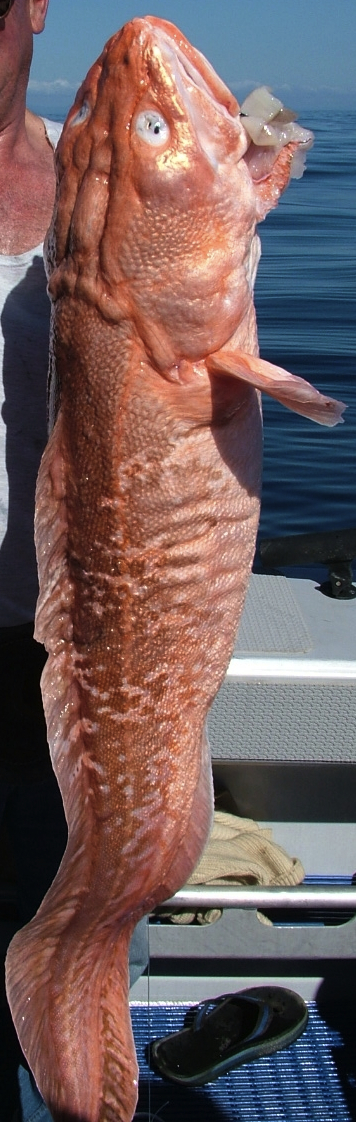

## Распространение
Распространён в прибрежных водах южной Австралии, Чили, Бразилии, Южной Африке. Обитает на глубине от нескольких метров до 1000 м.
Чёрный конгрио является прожорливым хищником, питаясь на морском дне различными беспозвоночными, ракообразными — такими, как королевские креветки, а также множеством мелких и средних рыб.

## Питательная ценность мяса
Вода: 77,5 г, белки: 19,1 г, жиры: 1,9 г, углеводы: 0 г.
Калорийность: 94 ккал.